# Brachycerodesmus latior
Brachycerodesmus latior är en mångfotingart som beskrevs av Sergei I. Golovatch 1994. Brachycerodesmus latior ingår i släktet Brachycerodesmus och familjen Fuhrmannodesmidae. Inga underarter finns listade i Catalogue of Life.